# Xanadu (banda sonora)
Xanadu es la banda sonora grabada por Olivia Newton-John y el grupo británico Electric Light Orchestra para la película homónima y publicada por la compañía discográfica Jet Records en agosto de 1980.
La publicación original en vinilo incluyó en la primera cara las canciones de Olivia Newton-John y en la segunda cara las canciones de la Electric Light Orchestra. En 2008, la banda sonora fue remasterizada digitalmente como un CD extra como parte del lanzamiento en DVD de la película titulada Xanadu - Magical Musical Edition.
Aunque el largometraje fue un fracaso comercial y de crítica, la banda sonora logró un notable éxito comercial y obtuvo buenas reseñas de la prensa musical. Los sencillos Magic y Xanadu alcanzaron el primer puesto en las listas de éxitos de Estados Unidos y Reino Unido, respectivamente. Ambos sencillos también llegaron al primer puesto en países como Países Bajos e Italia. Xanadu fue el primer y único sencillo de la Electric Light Orchestra en llegar al primer puesto de las listas de éxitos en su país natal.
En el 2020 el álbum fue ubicado en el puesto 73 de los 80 mejores álbumes de 1980 de la revista Rolling Stone.

## Trasfondo
La banda sonora incluyó canciones en la primera cara de Olivia Newton-John compuestas por el productor musical John Farrar y también contó con la participación de Cliff Richard, The Tubes y Gene Kelly. Por su parte, las canciones de la cara B fueron compuestas por Jeff Lynne e interpretadas con su grupo, Electric Light Orchestra, aunque la canción Xanadu, que da título al álbum y al largometraje y cerró la cara B, incluyó la voz de Newton-John como vocalista principal.
En el momento de su publicación, Olivia Newton-John estaba contratada con MCA Records, mientras que la Electric Light Orchestra grababa para Jet Records. Ambas compañáis firmaron un acuerdo mediante el cual la primera distribuía el álbum en los Estados Unidos y Canadá, mientras Jet lo publicaba en el resto de mercados.
En detrimento de la película, la banda sonora de Xanadu obtuvo mejores reseñas de la prensa musical. Doug Stone de Allmusic comentó: «Hollywood nunca aprende. Caliente de los fracasos de Sgt. Pepper's Lonely Hearts Club Band y Can't Stop the Music, viene el patinaje sobre ruedas de Olivia Newton-John en Xanadu. La banda sonora incluye algunos temas estupendos, como "Magic" y "Dancin'", donde Olivia canta a duo con el grupo The Tubes un tema que fusiona los estilos Swing y Rock ochentero de forma magistral. Otro buen tema a dúo con Cliff Richard es "Suddenly", el cual también destaca en la BSO. La segunda parte se ilumina con la Electric Light Orchestra, en su apogeo comercial, escapando de este cuento de hadas bastante agobiante con tres mordidas de éxito: "I'm Alive", "All Over the World" y "Xanadu". "Don't Walk Away" y "The Fall" destacan como dos de las mejores canciones de Lynne».

## Lista de canciones
| Cara A: Olivia Newton-John |                                                     |          |  |
| N.º                        | Título                                              | Duración |  |
| 1.                         | «Magic»                                             | 4:29     |  |
| 2.                         | «Suddenly» (dúo con Cliff Richard)                  | 4:00     |  |
| 3.                         | «Dancin» (dúo con The Tubes)                        | 5:15     |  |
| 4.                         | «Suspended in Time»                                 | 3:54     |  |
| 5.                         | «Whenever You're Away From Me» (dúo con Gene Kelly) | 4:21     |  |

| Cara B: The Electric Light Orchestra |                                           |          |  |
| N.º                                  | Título                                    | Duración |  |
| 1.                                   | «I'm Alive»                               | 3:44     |  |
| 2.                                   | «The Fall»                                | 3:33     |  |
| 3.                                   | «Don't Walk Away»                         | 4:47     |  |
| 4.                                   | «All Over the World»                      | 4:02     |  |
| 5.                                   | «Xanadu» (cantada por Olivia Newton-John) | 3:28     |  |

| Canciones publicadas como caras B de sencillos |                                                         |          |  |
| N.º                                            | Título                                                  | Duración |  |
| 1.                                             | «Fool Country» (Cara B del sencillo "Magic")            | 2:29     |  |
| 2.                                             | «Drum Dreams» (Cara B del sencillo "I'm Alive")         | 2:58     |  |
| 3.                                             | «You Made Me Love You» (Cara B del sencillo "Suddenly") | 3:05     |  |

## Personal
- Jeff Lynne: voz (excepto en «Xanadu») guitarra eléctrica, guitarra acústica y sintetizadores
- Bev Bevan: batería, percusión y timbales
- Richard Tandy: piano y sintetizador
- Kelly Groucutt: bajo y coros
- Louis Clark: orquestación

## Posición en listas
| País           | Lista                        | Posición |
| -------------- | ---------------------------- | -------- |
| Alemania       | Media Control Top 100 Albums | 1        |
| Austria        | Ö3 Austria Top 40            | 1        |
| Australia      | ARIA Albums Chart            | 1        |
| Canadá         | RPM Albums Chart             | 2        |
| Estados Unidos | Billboard 200                | 4        |
| Japón          | Oricon LP Chart              | 6        |
| Noruega        | Top 40 albums                | 1        |
| Nueva Zelanda  | New Zealand Albums Chart     | 8        |
| Países Bajos   | MegaCharts                   | 1        |
| Reino Unido    | UK Albums Chart              | 2        |
| Suecia         | Albums Top 60                | 1        |

| Sencillo             | País           | Lista                         | Posición |
| -------------------- | -------------- | ----------------------------- | -------- |
| «I'm Alive»          | Alemania       | Media Control Top 100 Singles | 16       |
| «I'm Alive»          | Australia      | ARIA Singles Chart            | 27       |
| «I'm Alive»          | Canadá         | RPM Singles Chart             | 7        |
| «I'm Alive»          | Estados Unidos | Billboard Hot 100             | 16       |
| «I'm Alive»          | Irlanda        | Irish Singles Chart           | 10       |
| «I'm Alive»          | Países Bajos   | Dutch Top 40                  | 38       |
| «I'm Alive»          | Reino Unido    | UK Singles Chart              | 20       |
| «Magic»              | Alemania       | Media Control Top 100 Singles | 36       |
| «Magic»              | Austria        | Austrian Singles Chart        | 20       |
| «Magic»              | Australia      | ARIA Singles Chart            | 4        |
| «Magic»              | Canadá         | RPM Singles Chart             | 1        |
| «Magic»              | Estados Unidos | Billboard Hot 100             | 1        |
| «Magic»              | Países Bajos   | Dutch Top 40                  | 13       |
| «Magic»              | Reino Unido    | UK Singles Chart              | 32       |
| «Xanadu»             | Alemania       | Media Control Top 100 Singles | 1        |
| «Xanadu»             | Austria        | Austrian Singles Chart        | 1        |
| «Xanadu»             | Australia      | ARIA Singles Chart            | 2        |
| «Xanadu»             | Canadá         | RPM Singles Chart             | 6        |
| «Xanadu»             | Estados Unidos | Billboard Hot 100             | 8        |
| «Xanadu»             | Países Bajos   | Dutch Top 40                  | 1        |
| «Xanadu»             | Reino Unido    | UK Singles Chart              | 1        |
| «All Over the World» | Alemania       | Media Control Top 100 Singles | 28       |
| «All Over the World» | Australia      | ARIA Singles Chart            | 78       |
| «All Over the World» | Canadá         | RPM Singles Chart             | 3        |
| «All Over the World» | Estados Unidos | Billboard Hot 100             | 13       |
| «All Over the World» | Países Bajos   | Dutch Top 40                  | 10       |
| «All Over the World» | Reino Unido    | UK Singles Chart              | 11       |
| «Suddenly»           | Australia      | ARIA Singles Chart            | 37       |
| «Suddenly»           | Canadá         | RPM Singles Chart             | 60       |
| «Suddenly»           | Estados Unidos | Billboard Hot 100             | 20       |
| «Suddenly»           | Reino Unido    | UK Singles Chart              | 15       |
| «Don't Walk Away»    | Reino Unido    | UK Singles Chart              | 21       |

## Certificaciones
| Fecha                   | País           | Organismo certificador | Certificación | Ventas certificadas |
| ----------------------- | -------------- | ---------------------- | ------------- | ------------------- |
| 12 de octubre de 1984   | Estados Unidos | RIAA                   | Doble platino | 2 000               |
| 1 de agosto de 1980     | Reino Unido    | BPI                    | Oro           | 60 000              |
| 5 de septiembre de 1980 | Alemania       | BVMI                   | Oro           | 250 000             |